# نپتونیم
نپتونیم (Neptunium) از عنصرهای شیمیایی جدول تناوبی است. نشانه کوتاه آن Np و عدد اتمی آن ۹۳ است. نام این عنصر همانند اورانیوم و پلوتونیوم از زبان یونانی باستان گرفته شده‌است.
خواص فیزیکی عنصر نپتونیم:
- عدد اتمی: ۹۳
- جرم اتمی: ۲۳۷٫۰۴۸۲
- نقطه ذوب: C° ۶۴۴
- نقطه جوش: C° ۳۹۰۲
- شعاع اتمی: pm ۱۵۵
- ظرفیت: ۳، ۴، ۵ و ۶
- رنگ: نقره ای
- حالت استاندارد: جامد رادیواکتیو
- نام گروه: آکتنید